# مرسيدس-بنز الفئة إس إل كيه
مرسيدس بنز الفئة SLK هي سيارة رياضية مكشوفة من إنتاج مرسيدس بنز.
بدع المصممون في تصميم سيارة مرسيدس الفئة أس أل كيه الجديدة حيث أكّدوا على الأبعاد الكلاسيكية لرودستر وأبرزوها، غطاء المحرك طويل وكابينة الركاب بعيدة نحو الخلف في حين أن خلفية السيارة قصيرة. ولهذا وغيره تجذب سيارة مرسيدس أس أل كيه الجديدة عملاء جدد من الذين يفضلون أناقة رودستر المرسيدس – بنز، بالإضافة إلى عشاق ذلك القطاع في عالم السيارات عموماً. خلفية السيارة تحتوي على جناح مدمج مع ضوء خلفي مستعرض وعامودين منحنيين خلف المقعدين بكسوة بلاستيكية ثنائية الدرجة في انسجام رائع مع التصميم، ولأول مرة تأتي الأضواء الخلفية بخطوطها الأفقية المميزة بتقنية LED وتمتد حوافها العلوية حتى الأطراف في تناسق جذاب، هذا بالإضافة إلى أنبوبي عادم بفتحات على شكل شبه منحرف تعزز المظهر الرياضي القوي للسيارة.
تتمتع مقصورة سيارة مرسيدس أس أل كيه بأفضل الأبعاد في فئتها، وللوصول إلى ذلك، قام المصممون بتطوير الوظائف الداخلية التي تعزز مفهوم المناخ الرائع للسائق والراكب، حيث تتميز المقصورة بتصميم مريح وتحسينات رياضية ومواد عالية الجودة تمت معالجتها على نحو عالي من الدقة والحرفية.
الكونسول الوسطيّ وأجزاء الديكور الأخرى تتلألأ بالألومنيوم المصقول، كما يمكن اختيار خشب الجوز اللامع باللون البني الداكن أو خشب الدردار الأسود اللامع، بالإضافة إلى فتحات الهواء المجلفنة والمدمجة في لوحة القيادة والتي تؤكد انتماء هذه السيارة إلى عائلة مرسيدس - بنز الرياضية بشكلها المستوحى من السيارة الخارقة أس أل كيه .
هذا بالإضافة إلى أجزاء المقصورة الأخرى ذات الجودة العالية مثل عجلة القيادة ذات الوظائف المتعددة بجزء سفلي مسطح وحواف مكسوة بالجلد السميك، مع إمكانية اختيار جلد عاكس لحرارة الشمس، يقلل بشكل ملحوظ من ارتفاع درجة حرارة السطح. كما تتمتع المقصورة بإضاءة ساحرة تأتي لأول مرة باللون الأحمر، وبنظام التدفئة الهوائي المبتكر على مستوى الرقبة والذي ظهر في الموديل السابق.
تتوفر مرسيدس أس أل كيه بثلاث فئات، حيث تمتلك الفئة 200 محرك 4 اسطوانات بسعة 1.8 لتر وبقوة 181 حصان، وتتسارع من صفر إلى 100 كم/س خلال 7.3 ثانية قبل أن تصل إلى سرعة قصوى مقدارها 240 كم/س، وتأتي بناقل حركة يدوي. أما الفئة 250 مزودة بناقل حركة اوتوماتيكي ومحرك من 4 اسطوانات بسعة 1.8 لتر وبقوة 201 حصان وتتسارع من صفر إلى 100 كم/س خلال 6.6 ثانية قبل أن يصل إلى سرعة قصوى تبلغ 243 كم/س. بالنسبة لفئة 350 مزودة بناقل حركة اوتوماتيكي ومحرك 6 اسطوانات بسعة 3.5 لتر وبقوة حصانية تبلغ 302 حصان وتتسارع من صفر إلى 100كم/س خلال 5.6 ثانية قبل أن تصل إلى سرعة قصوى تبلغ 250 كم/س.